# Otkopi
Otkopi is een plaats in de gemeente Končanica in de Kroatische provincie Bjelovar-Bilogora. De plaats telt 98 inwoners (2001).